# مايكل سينكو
مايكل سينكو(بالإنجليزية: Michael Cinco)‏ (من مواليد 27 أغسطس 1971 في سامار , فيليبين) هو مصمم أزياء فليبيني.أطلق اسمه في مجال الموضة لأول مرة في دبي ستة 2003.

## النشأة والتعليم
ولد مايكل سينكو يو 27 أغسطس 1971 في جزيرة سامار التي تقع جنوب فلبين.نشأته في سامار جعلته يستوحي في تصاميمه من ملابس مارلينه ديتريش , غريس كيلي , أودري هيبورن و جوان كراوفورد.
درس مايكل سينكو الفنون الجميلة في جامعة ديليمان في فلبين لمدة عامين ,ثم إنتقل إلي مدرسة سلمس للفنون في مانيلا, ثم أخد دورات تكميلية في مركز سانت مارتينز في لندن.
في عام 1997 انتقل مايكل سينكو إلى دبي.
و في عام 2002 إنتقل إلى باريس ثم إلى لندن حيث درس في كلية سانت مارتينز المركزية للفنون والتصميم. في العام التالي، عاد إلى دبي وأنشأ اسمه في مجال الموضة.

## أشهر زبائنه

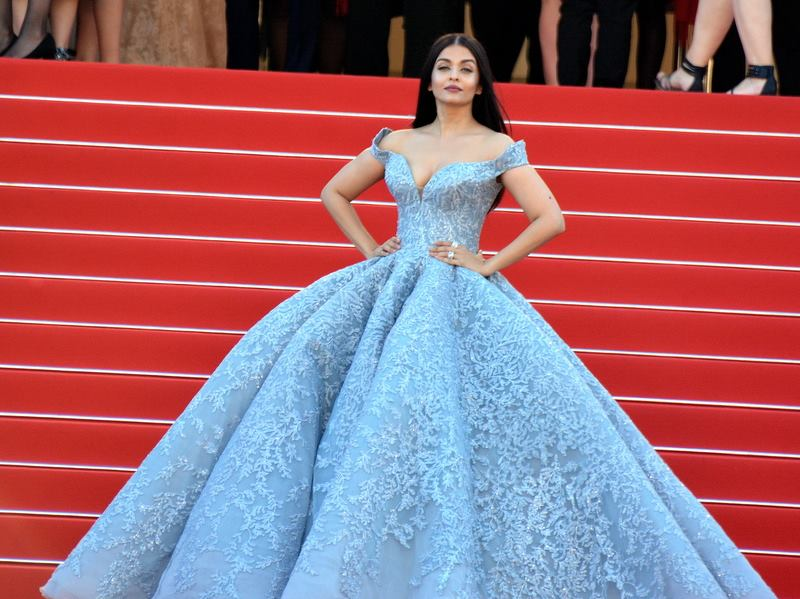
أيشواريا راي ترتدي فستان من مجموعة هوت كوتور 2017 خللا مهرحان كان السينمائي

ألبس مايكل سينكو العديد من المشاهير أمثال بيونسيه, ريانا , ليدي غاغا , بريتني سبيرز , كريستينا أغيليرا , كيري أندروود , ناعومي كامبل , إيلي غولدنغ وآخرون.
كما ارتدت جينيفر لوبيز في العديد من إطلالاتها من مجموعات مايكل سينكو.
كذلك ارتدت النجمة الهندية أيشواريا راي فستانا أرزقا من مجموعة 2017 خلال مهرجان كان و آخر أسود في 2018.
و من العرب ارتدت اللبنانية نوال الزغبي في العديد من إطلالاتها من تصاميمه ومن أبرزها إطلالتها في مهرجان موازين سنة 2017.
و أهم زبائنه الرجال كريس براون.